# Musikwochen Frutillar
Die Musikwochen Frutillar (spanisch Semanas Musicales de Frutillar) sind ein Festival für Kunstmusik, welches seit 1968 jährlich in der chilenischen Kommune Frutillar, in der Region Los Lagos, im Süden des Landes stattfindet.

## Geschichte
Aufgrund der deutschen Einwanderer, die Ende des 19. und Anfang des 20. Jahrhunderts einige Chorgruppen gründeten, wie den Gemischten Chor Liederkranz im 1894 und den Männerchor Frutillar im 1904, gab es in dieser Gegend bereits eine Geschichte dieser Art von Musik unter der Leitung des Professors Jakob Junginger, einem deutschen Emigranten aus Heldenfingen, Württemberg.
In den 1960er Jahren entstand die Idee zu dieser Veranstaltung dank der Bemühungen ihrer Vorläufer, der Musiker Flora Inostroza und Arturo Junge. Sie waren motiviert, Musiker zusammenzubringen, die sich der Kunstmusik in Chile verschrieben haben, und ein Festival zu veranstalten, das gleichzeitig am Ufer des Llanquihue-Sees als natürliche Kulisse mit dem Vulkan Osorno im Hintergrund präsentiert werden konnte. Für sie bildeten sie im Sommer 1968 das erste Organisationskomitee für ein „Musiklager“. Zu diesem Anlass wurde der Musiker Alfredo Daetz zum Präsidenten des Komitees ernannt. In den ersten Jahren wurde das Festival vom Deutsch-Chilenischen Bund unterstützt und finanziert.
Bis 1996 fanden die musikalischen Darbietungen der Musikwochen in einem überdachten Raum im Hotel Frutillar statt, dem Jahr, in dem das Hotel durch einen Brand zerstört wurde. Im November 2010 wurde das Teatro del Lago  (Theater am See) eingeweiht, ein Gebäude, das die Aktivitäten der Musikwochen und anderer kultureller Aktivitäten durch des Jahres in Frutillar ideal beherbergen soll. Der Haupttheatersaal bietet Platz für 1200 Zuschauer.

## Musik und Künstler
Aufgrund ihrer Geschichte, ihres programmatischen Rahmens und ihres Rufs sind die Frutillarer Musikwochen eine der wichtigsten Musikveranstaltungen im Süden Chiles und dienen auch als nationale künstlerische Referenz in den Genres Kunstmusik und Klasik. Während des Festivals traten relevante Musiker dieser Genres aus der nationalen und internationalen Kunstszene auf:Christoph Ehrenfellner, Verónica Villarroel, Mahani Teave, Markus Stockhausen, Catalina Bertucci, Michal Nesterowicz, Armands Abols, Ishay Shaer, Piotr Oczkowski, Jaroslav Sveceny, Igor Pykaysen und Aleksandra Swigut, unter anderen. Nach dem Tod von Flora Inostroza war die Sopranistin Cristina Gallardo-Domâs zwischen 2016 und 2017 eine der musikalischen Beraterinnen der Veranstaltung.
Einer Tradition folgend und nach einer Kooperationsvereinbarung wurde festgelegt, dass die Sinfonieorchester der chilenischen Luftwaffe (Fuerza Aérea de Chile, FACh) bei der Eröffnungszeremonie des Festivals auftreten wird. Zur ständigen Besetzung der Veranstaltung gehören auch das chilenische Sinfonieorchester und der Sinfoniechor der Universität von Chile.